# オペティオサウルス
オペティオサウルス（学名: Opetiosaurus）はモササウルス上科アイギアロサウルス科に分類される後期白亜紀の絶滅した海棲あるいは半水棲のトカゲの属。クロアチアのフヴァル付近のセノマニアンの堆積層から発見され、O. bucchichi ただ1種のみを含む。
Dutchak and Caldwell (2009) で本属はアイギアロサウルスの同属とされ、"Aigialosaurus bucchichi" として扱われ、2種の標本間に見られる微小な解剖学的差異により区別された。Madzia & Cau (2017)では、より派生的なモササウルス上科と2種は必ずしも互いに近縁ではないことが示され、オペティオサウルスは有効な属であるが、アイアギロサウルス科の単系統性が疑問視される結果が示唆された。

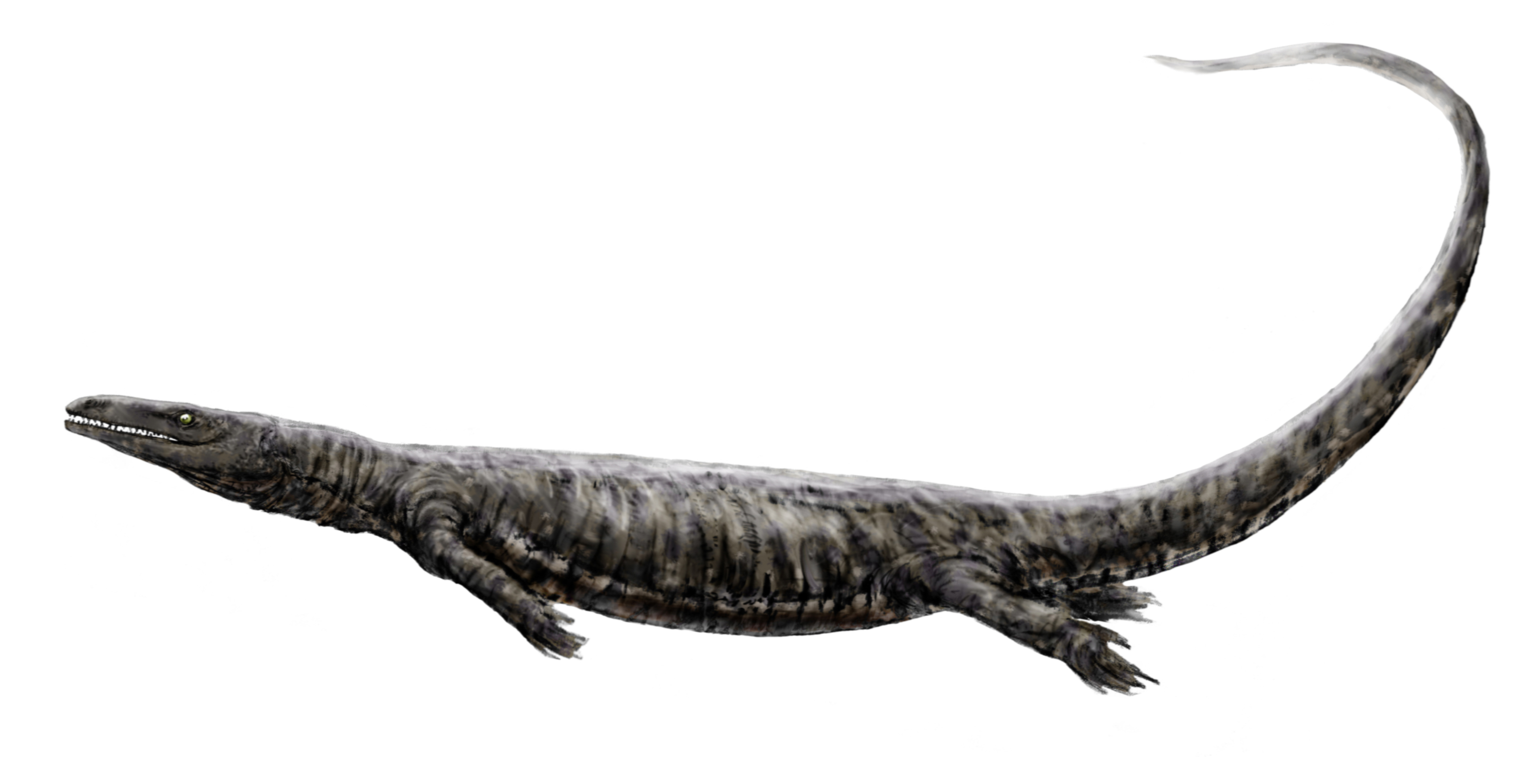
O. bucchichi の生体復元